# کارلوس آلبرتو رافو
کارلوس آلبرتو رافو (انگلیسی: Carlos Alberto Raffo; ۱۰ آوریل ۱۹۲۶ – ۱۸ سپتامبر ۲۰۱۳ (۸۷ سال)) بازیکن فوتبال اهل آرژانتین بود.
وی همچنین در تیم ملی فوتبال اکوادور بازی کرده‌است.